# Hollis (Nuevo Hampshire)
Hollis es un pueblo ubicado en el condado de Hillsborough en el estado estadounidense de Nuevo Hampshire. En el Censo de 2010 tenía una población de 7.684 habitantes y una densidad poblacional de 91,81 personas por km².

## Geografía
Hollis se encuentra ubicado en las coordenadas 42°44′59″N 71°35′7″O / 42.74972, -71.58528. Según la Oficina del Censo de los Estados Unidos, Hollis tiene una superficie total de 83.7 km², de la cual 82.26 km² corresponden a tierra firme y (1.72%) 1.44 km² es agua.

## Demografía
Según el censo de 2010, había 7.684 personas residiendo en Hollis. La densidad de población era de 91,81 hab./km². De los 7.684 habitantes, Hollis estaba compuesto por el 95.2% blancos, el 0.52% eran afroamericanos, el 0.08% eran amerindios, el 2.43% eran asiáticos, el 0.01% eran isleños del Pacífico, el 0.17% eran de otras razas y el 1.59% pertenecían a dos o más razas. Del total de la población el 1.24% eran hispanos o latinos de cualquier raza.